# 310222 Vasipetropoulou
310222 Vasipetropoulou è un asteroide della fascia principale. Scoperto nel 2002, presenta un'orbita caratterizzata da un semiasse maggiore pari a 3,1331290 au e da un'eccentricità di 0,0399384, inclinata di 8,89584° rispetto all'eclittica.
L'asteroide è dedicato all'astrofisica greca ed italiana Vasiliki Petropoulou i cui principali campi di 
ricerca riguardano lo studio degli ammassi di galassie e dei piccoli corpi del Sistema Solare. 